# Publi Corneli Escàpula
Publi Corneli Escapula (en llatí: Publius Cornelius Scapula) va ser un magistrat romà que formava part de la gens Cornèlia en temps de la República Romana.
Va ser elegit cònsol l'any 328 aC juntament amb Publi Plauci Pròcul. Segons els Fasti Capitolini, Gai Plauci Decià, que havia estat cònsol l'any anterior, hauria tornat a ser elegit, però Titus Livi esmenta Publi Plauci Pròcul i Publi Corneli Escàpula.
El seu cognomen és confús i alguns autors argumenten que podria ser la mateixa persona que Publi Corneli Escipió Barbat, dictador l'any 306 aC.
Segons diu Titus Livi, durant el consolat de Publi Plauci i Publi Corneli «no es va produir cap episodi de caràcter militar o civil».